# Паріта
Паріта (Парата, Парта) (д/н — бл. 860 до н. е.) — цар Хамату в 900/880—860 роках до н. е.

## Життєпис
Основні відомості про цього царя містяться в написах його сина Урхіліни. Низка дослідників висувало теорію, що Паріта був засновником нової династії (з огляду на його ім'я). Втім сам Урхіліна вказував, що його дід і прадід були царями, хоча не називає їх на ім'я. Тобто дід Паріти вже був царем. З огляду на це інші дослідники прив'язують його родовід до Тої, першого відомого царя Хамати. Проте достатніх доказів цього немає.
З огляду на активну будівельну діяльність Упхіліни вже на початку панування вважають, що за часівПаріти царство Хамат набуло значної економічної потуги та політичної ваги. Ймовірно під час походу ассирійського царя Ашшур-назір-апала II в 870—868 роках до Сирії та Ханаану без спротиву визнав його зверхність, спрямувавши удар проти свого суперника — царства Лу'аш на північному сході. Помер він близько 860 року до н. е.